# آدولف (آلمان)
آدولف(به آلمانی: Adolf)(زادهٔ پیرامون ۱۲۵۵- مرگ ۲ ژوئیهٔ ۱۲۹۸) از ۱۲۹۲ میلادی تا سال مرگش پادشاه آلمان بود.
خاندان او بر کنت‌نشین ناسااو فرمان می‌راندند. در ۱۲۷۷ او به جانشینی پدرش کنت این منطقه‌شد. آدولف مورد توجه رودلف یکم واقع شد. وی توانایی سخن‌راندن به سه زبان آلمانی، فرانسوی و لاتین را داشت. با مرگ رودلف او را به پادشاهی برگزیدند.
وی در جنگ ادوارد یکم پادشاه انگلستان با فرانسه جانب انگلستان را گرفت.
در ۱۲۹۸ امرای انتخاباتی به دلیل سیاست‌های خصمانهٔ آدولف در تورینگن و به سود آلبرشت یکم برکناری او را اعلام داشتند. آدولف تصمیم انجمن را نپذیرفت و در نبرد گولهایم شمال راینلاند-فالتز به جنگ با مخالفان پرداخت، ولی در این نبرد کشته‌شد.

## انتخاب به عنوان پادشاه رومی‌ها
رودولف اول هابسبورگ در ۱۵ ژوئیه سال ۱۲۹۱ درگذشت. رودولف سالها قبل از مرگش سعی داشت تا انتخاب پسر بزرگش آلبرت (آلبرشت) را به عنوان جانشین خود تأمین کند. با این حال، با مخالفت اسقف اعظم کلن، زیگفرید دوم وستبورگ، و پادشاه بوهمیا، ونسلاوس (واسلاو / ونزل) دوم خنثی شد. فقط کنت پالاتین لوئی دوم باواریای علیا «سختگیر» قول داد که آلبرت را انتخاب کند. ونزلاوس علی‌رغم به رسمیت شناختن رای انتخابی رودولف، از حمایت از آلبرت امتناع ورزید زیرا کارینتیا را به وی واگذار نمی‌کرد. او طرف اشراف را در مناطق اصلی هابسبورگ سوابیا و سرزمین‌های تازه تملک شده آنها در اتریش گرفت، آلبرت که محبوبیت چندانی با آنها نداشت. ونزلاوس توسط دوک اوتو سوم باواریای سفلی که خانواده وی دشمنان سنتی هابسبورگ بودند، حمایت می‌شد. ونزلاوس موفق شد منتخبان براندنبورگ و زاکسن را به سمت خود بیاورد: آلبرت دوم ساکسونی در ۲۹ نوامبر ۱۲۹۱ پیمان انتخاباتی را امضا کرد که همان رأی ونسلاس را رأی می‌داد. اتو چهارم از براندنبورگ نیز چنین تعهدی را انجام داد.
اسقف اعظم زیگفرید معتقد بود که امپراتور نباید تاج را به عنوان میراث از پدرش دریافت کند، بلکه باید آزادانه توسط کالج منتخب انتخاب شود. وی اسقف اعظم ماینتس، جرارد دوم اپشتین [دی] را متقاعد کرد تا پادشاهی را انتخاب کند که اصولاً منافع آنها را تأمین کند. جرارد به نوبه خود اسقف اعظم جدید تریر، بوهموند اول را استخدام کرد. بر این اساس ، کنت پالاتین مجبور شد که تسلیم اکثریت کالج انتخاب کنندگان شود. زیگفرید به کالج الکتور پیشنهاد داد تا آدولف ناسائو را به عنوان پادشاه انتخاب کند. آنها مشروط بر اینکه او امتیازات گسترده‌ای به انتخاب کنندگان بدهد و خواسته‌های سیاسی آنها را دنبال کند، آماده انتخاب او بودند.
چند روز قبل از انتخابات، در ۲۷ آوریل ۱۲۹۲، اولین منتخب، اسقف اعظم زیگفرید پیمان آندرناخ را صادر کرد، مبنی بر اینکه برای انتخاب آدولف به عنوان پادشاه، او باید یک لیست طولانی از تصدیق تصرف (از جمله شهرهای شاهنشاهی دورتموند و دویسبورگ و Vogtship اسن)، تعهدات شهرها و قلعه‌های شاهنشاهی و مبلغ ۲۵۰۰۰ مارک نقره. بعلاوه، آدولف قول مساعدت در برابر مخالفان مشخص شده در لیست را داد، اما همچنین قول عمومی را داد که هیچ دشمنی از زیگفرید دوم را در شورای خود قبول نخواهد کرد. پس از انتخابات، آدولف مجبور شد وثیقه کافی برای تحقق وعده به اسقف اعظم اسرائیل بدهد. در غیر این صورت او تخت خود را از دست می‌داد. آخرین بند گواهی بر این واقعیت است که در پایان قرن سیزدهم، تاج گذاری پادشاه به عنوان لحظه سازنده حکومت وی هنوز بسیار حیاتی بود. آدولف به اسقف اعظم قول داد که تنها پس از بالا بردن وثیقه توافق شده، ابتدا از او طلب تاجگذاری کند.
سایر انتخاب کنندگان امتیازات مشابهی را از آدولف گرفتند، اما تنها پس از انتخابات. امتیازات مهمترین امتیازات در ۳۰ ژوئن ۱۲۹۲. امتیاز دادن به پادشاه وهسلائوس از بوهمیا بود. آدولف به ونزلاوس قول داد که دو دوشک اتریش و استیریا را از آلبرت هابسبورگ برکنار کند. این کار باید انجام می‌شد زیرا پادشاه قبلی رودلف این مناطق را از پادشاه اتوکار دوم بوهمیا، پدر ونتسلاوس برداشته بود. آلبرت متهم شد که در جلسه دادگاه با این توافق موافقت کند. اگر آلبرت خم نشود، تصمیم دادگاه ظرف یک سال با زور اجرا می‌شود. ونزلاوس سپس سرزمین‌های از دست رفته پدرش را بازیابی می‌کند. گرهارد، اسقف اعظم ماینتس شهرهای شاهنشاهی موهالهاوزن و نوردهاوزن را که مطابق با منافع ماینتس در منطقه تورینگین بود، پذیرا خواهد شد. بعلاوه، گرهارد مزایای مالی دریافت کرد. منتخب ماینتس نیز مانند همتای خود در کلن حضور مخالفان خود را در دادگاه آدولف منع کرد. در مقایسه با مزایایی که انتخاب کنندگان ماینتس، کلن و بوهمیان دریافت کردند، کمک‌های مالی به کنت پالاتین و اسقف اعظم تریر کم بود.
در ۵ مه ۱۲۹۲ در فرانکفورت آم مین، اسقف اعظم ماینتس، به نام همه انتخاب کنندگان، آدولف را به عنوان پادشاه آلمانها انتخاب کرد (امپراتور منتخب). وی در ۲۴ ژوئن توسط آخوند اسقف اعظم کلن در آخن تاجگذاری کرد.

## حکمرانی

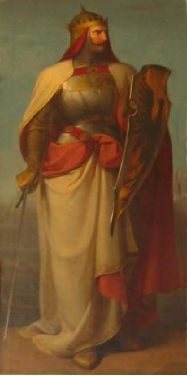
بخشی از تصویر پادشاه آدولف در سالن پادشاهان فرانکفورت

در آغاز سلطنت خود، آدولف نه نفوذ داشت و نه قدرت و به دلیل ترجیح انتخاب کنندگان به یک پادشاه ضعیف، رکس رومنوروم انتخاب شد. قدرت وی از همان ابتدا به دلیل تعهداتی که داشت محدود بود.
همان‌طور که با اسقف اعظم کلن توافق کرده بود، آدولف پس از انتخاب چهار ماه در سلطه خود باقی ماند. اسقف اعظم در انتظار تجدید نظر در نتایج نتایج نبرد وورینگن در سال ۱۲۸۸ از پادشاه بود. او امیدوار بود که دوباره نفوذ بیشتری در شهر کلن بدست آورد. علی‌رغم مشخصات دقیق، به زودی آدولف خود را از دست رأی دهندگان خود رها کرد و با مخالفان آنها پیمان بست. بدین ترتیب، برای مثال، وی حقوق اشراف و شهر کلن را که علیه حاکم خود برخاسته بودند، تأیید کرد و حتی این حقوق را نیز تمدید کرد.
آدولف نیز خیلی سریع وعده‌های مربوط به دوک نشین‌های اتریش و استیری را شکست. آلبرت هابسبورگ به عنوان یک دیپلمات باهوش، از رویارویی با پادشاه جدید جلوگیری کرد. وی در ازای تسلیم امپراطوری رگالیا، که هنوز در اختیار داشت، در نوامبر ۱۲۹۲ ادعای رسمی با اتریش، استیریا، راهپیمایی بادگیر و ربوبیت پوردنون را دریافت کرد. وضع نشان معتبر و یادگارهای امپراتوری نشانه اضافی و مهمی برای مشروعیت سلطنت پادشاه بود، اما پیش شرط اجباری نبود. با هر سند جدید، آدولف کمی بیشتر از قول‌های خود فاصله گرفت، بدون اینکه مجبور شود خود را برای نقض اتهامات قرارداد باز کند.
آدولف از طرق دیگر نیز به عنوان یک حاکم مطمئن به نفس عمل می‌کرد. دادگاه او جاذبه ای برای همه کسانی بود که می‌خواستند از لردهای قدرتمند نوظهور ارضی محافظت کنند. او روزهای زیادی را در دادگاه برگزار کرد. در ابتدای سلطنت خود، او ده سال دیگر صلح عمومی عمومی (لندفریدن) رودولف اول را تجدید کرد و حداقل دو صلح منطقه ای به بار آورد.
آدولف از سیستم فئودالی به عنوان یکی از ابزارهای اصلی قدرت خود استفاده می‌کرد. وی از شاهزادگان معنوی خواستار پرداختی به نام Lehnsware، برای استیفای آنها از حقوق سلطنتی شد و این تقاضا را به میزان مزاحم افزایش داد. بسیاری از معاصران آدولف این اقدام را شبیه‌سازی می‌دانستند. با این حال، بسیاری از مورخان امروزی، آن را راهی نوآورانه برای گشودن منابع درآمد جدید دولت می‌دانند، مانند سایر شاهان اروپای غربی.
همچنین بازیابی و مدیریت املاک سلطنتی برای وی مهم بود. وی موفق شد، با سیاست هوشمندانه ازدواج، املاک سابق امپراتوری را دوباره تحت کنترل امپراتور درآورد.